# Winifred Asprey
Winifred "Tim" Alice Asprey (8 de abril de 1917-19 de octubre de 2007) fue una matemática e informática estadounidense. Fue una de las 200 mujeres que obtuvieron doctorados en matemáticas en universidades estadounidenses durante la década de 1940, un período de baja representación de las mujeres en matemáticas a este nivel. Ella participó en el desarrollo de la relación entre Vassar College e IBM que condujo al establecimiento del primer laboratorio de ciencias de la computación en Vassar.

## Familia
Asprey nació en Sioux City, Iowa; sus padres fueron Gladys Brown Asprey, graduada de Vassar en 1905, y Peter Asprey Jr. Tuvo dos hermanos, el químico de actínidos y flúor Larned B. Asprey (1919–2005), firmante de la petición Szilárd, e historiador militar y escritor Robert B. Asprey (1923–2009) que dedicó varios de sus libros a su hermana Winifred.

## Educación y trabajo
Asprey asistió a Vassar en Poughkeepsie, Nueva York, donde obtuvo su licenciatura en 1938. Como estudiante, Asprey conoció a Grace Hopper, la "Primera Dama de la Computación", que enseñaba matemáticas en ese momento. Después de graduarse, Asprey enseñó en varias escuelas privadas en la ciudad de Nueva York y Chicago antes de obtener sus títulos de maestría y doctorado en la Universidad de Iowa en 1942 y 1945, respectivamente. Su asesor doctoral fue el topólogo Edward Wilson Chittenden.
Asprey regresó a Vassar como profesora. Para entonces, Grace Hopper se había mudado a Filadelfia para trabajar en el proyecto UNIVAC. Asprey se interesó en la informática y visitó Hopper para conocer los fundamentos de arquitectura de computadores. Asprey creía que las computadoras serían una parte esencial de una educación en artes liberales.
En Vassar, Asprey enseñó matemáticas e informática durante 38 años y fue la presidenta del departamento de matemáticas desde 1957 hasta su jubilación en 1982. Creó el primer Departamento de Ciencias de la Computación en Vassar, el primer curso que se impartió en 1963, y obtuvo fondos para la primera computadora de la universidad, convirtiendo a Vassar en la segunda universidad en la nación en adquirir una computadora IBM System/360 en 1967. Asprey se conectó con investigadores de IBM y otros centros de investigación y presionó por la informática en Vassar.
En 1989, debido a sus contribuciones, el centro de computación que ella inició pasó a llamarse Asprey Advanced Computation Laboratory.